# Condado de Altea
El condado de Altea es un título nobiliario español creado por el rey Alfonso XIII en favor de José Jorro y Miranda, subsecretario del Ministerio de Trabajo, por real decreto del 15 de abril de 1920 y despacho expedido el 8 de mayo del mismo año.
Su denominación hace referencia a la localidad de Altea, en la provincia de Alicante.

## Condes de Altea
|                           | Titular                   | Periodo                   |
| Creación por Alfonso XIII | Creación por Alfonso XIII | Creación por Alfonso XIII |
| ------------------------- | ------------------------- | ------------------------- |
| I                         | José Jorro y Miranda      | 1920-1954                 |
| II                        | Jaime Jorro y Beneyto     | 1956-1986                 |
| III                       | Carmen Topete y Jorro     | 1987-hoy                  |

## Historia de los condes de Altea
- José Jorro y Miranda (1875-1954), I conde de Altea, diputado a Cortes desde 1903 a 1923 por la ciudad de Villajoyosa (Alicante), subsecretario del Ministerio de Trabajo, presidente y secretario del Ateneo Mercantil de Valencia, miembro de las Academias de Ciencias Morales y Políticas —en la que ingresó en 1940—, de la valenciana de Jurisprudencia y Legislación y de la Real Academia Hispano Americana de Ciencias y Artes, Gran Cruz de Isabel la Católica y Medalla de Oro del Trabajo.[3]

Casó con Josefa Beneyto y Rostoll. El 21 de diciembre de 1956 le sucedió su hijo:
- Jaime Jorro y Beneyto (m. 1986), II conde de Altea, ministro plenipotenciario,  caballero de la Real Orden de Carlos III, oficial de la Legión de Honor y Gran Cruz del Mérito Civil.[5]

Casó con Julia González del Valle y Herrero (m. 1967). Sin descendientes. El 23 de octubre de 1997, tras orden del 3 de septiembre de 1987 para que se expida la correspondiente carta de sucesión (BOE del día 14), le sucedió, de su hermana Carmen Jorro y Beneyto casada con N. Topete, la hija de ambos, y por tanto su sobrina:
- Carmen Topete y Jorro, III condesa de Altea.[4]

Casó con Luis Ochoa Zaragoza.